# ضفدع خنزيري
ضفدع خنزيري (الاسم العلمي: Rana grylio) (بالإنجليزية: pig frog)‏ هو نوع من البرمائيات يتبع جنس الضفدع الحقيقي من فصيلة الضفادع الحقيقية.

## التصنيف
وصف عالم الطبيعة النرويجي الأمريكي ليونهارد هيس ستجنجر الضفدع الخنزيري في عام 1901، ولا يزال يحمل اسمه الأصلي.